# Nicolaes Jonghelinck
Nicolaes Jonghelinck (neve a művészettörténeti irodalomban néha Niclaes Jonghelinck és Nicolaas Jonge Linck alakban is megjelenik; Antwerpen, 1517 – Antwerpen, 1570. június 15.), antwerpeni kereskedő, bankár és műgyűjtő. Megrendelője és gyűjtője idősebb Pieter Bruegel és Frans Floris műveinek.
Peeter Jonghelinck és Anna Grammaye idősebbik fia. A neves szobrász és éremművész, Jacques Jonghelinck bátyja.
Az eladósodott barátja, Daniel de Bruyne számára adott tizenhatezer gulden kölcsön garanciájaként került a birtokába Bruegel tizenhat képe, köztük a Bábel tornya, a Keresztút és az Évszakok sorozat képei. Továbbá  Jonghelinck megrendelésére készült Frans Floris tíz részből álló Herkules-ciklusa is (1555–56), amely ma már csak Cornelis Cort metszetein csodálható meg.

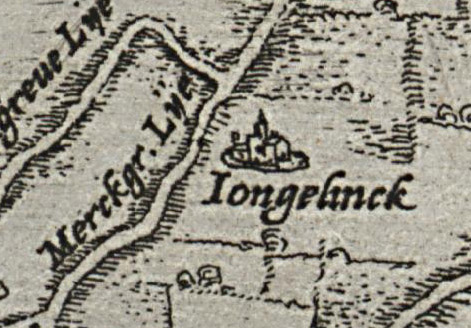
A ház ábrázolása egy 1582-es térkép részletén Iongelinck felirattal

Feltehetően Jonghelinck antwerpeni villája adott otthont a teljes gyűjteménynek. Az épületet 1547-ben vásárolta testvére, Jacques, aki miután 1554-ben felépítette saját házát, eladta Nicolaesnak.
1556 tavaszán az újonnan trónra lépett II. Fülöp spanyol király is látogatást tett hűséges alattvalójánál és hivatalnokánál a Villa Jonghelinckben. Így jelentős szerepe volt pártfogoltjai világhírnévhez segítésében.
A villa elpusztult Antwerpen 1584-es  ostrománál.

## Emlékezete

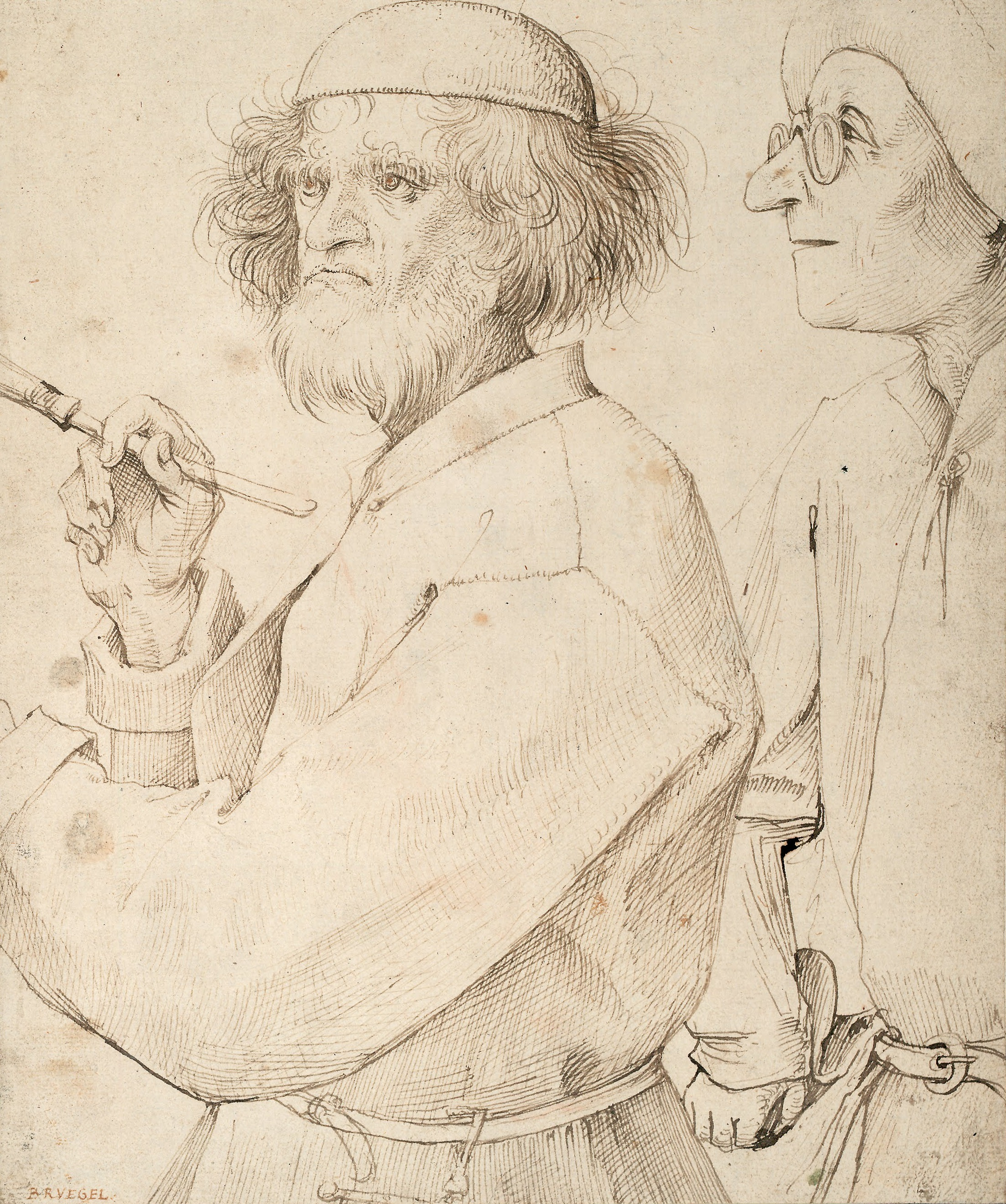
Bruegel önarcképe, mögötte a műkritikus

Híres öccsének és pártfogoltjainak köszönhetően neve gyakran merül fel művészettörténeti kiadványokban.
Mint idősebb Pieter Bruegel mecénása és pártfogója, Michael York alakításában megjelenik Lech Majewski 2011-es Malom és kereszt (The Mill and the Cross) című filmjében.
Nem lehetetlen, hogy idősebb Pieter Bruegel őt ábrázolta a műkritikussal készült önarcképén. Erre utalhat, hogy a férfi az övéről lógó erszényét markolja, ami szokatlan egy egyszerű látogatótól. Inkább tréfásan kifejezett elégedetlenségre utal Bruegel részéről megrendelője bőkezűségét illetőleg.

## Fordítás
Ez a szócikk részben vagy egészben  a   Nicolaes Jonghelinck című német Wikipédia-szócikk ezen változatának fordításán alapul.  Az eredeti cikk szerkesztőit annak laptörténete sorolja fel. Ez a jelzés csupán a megfogalmazás eredetét és a szerzői jogokat jelzi, nem szolgál a cikkben szereplő információk forrásmegjelöléseként.